# Hammelvej (Randers)
 Hammelvej  er en hovedvej syd for Randers, som i hele sin længde er sammenfaldende med Primærrute 46, der går fra Silkeborg til Assentoft lige øst for Randers.
Hammelvej i Randers Kommune begynder ved grænsen til Favrskov Kommune. Herfra forsætter den forbi landsbyerne Værum og Haslund, inden den krydser E45 Nordjyske Motorvej samt Sekundærrute 180 Århusvej. Herefter fortsætter Hammelvej som en 2 sporet motortrafikvej på en strækning af ca. 2,3  km frem til tilslutningsanlægget til Grenåvej, hvor Hammelvej ender.
|  | Denne artikel om en bygning eller et bygningsværk kan blive bedre, hvis der indsættes et (bedre) billede. Du kan hjælpe ved at afsøge Wikimedia Commons for et passende billede eller lægge et op på Wikimedia Commons med en af de tilladte licenser og indsætte det i artiklen. |

56°26′18″N 10°04′12″Ø / 56.4382°N 10.07°Ø